# Mischa Rossen
Mischa Rossen (23 maart 1972) is een Nederlands zeiler. Hij zeilt in de Sonar-klasse. 
Rossen, die door een motorongeluk problemen kreeg met zijn rechteronderbeen en uiteindelijk besloot het been te laten amputeren, deed in 2000 en in 2004 samen met Udo Hessels en Marcel van de Veen mee aan de Paralympische Zomerspelen. Na de Spelen van 2004 besloten ze te stoppen met wedstrijdzeilen.
Vijf jaar zeilden Hessels, Van de Veen en Rossen niet meer samen, hoewel ze wel contact hielden. Toen ze hoorden dat het wereldkampioenschap van 2010 in Nederland (Medemblik) zou worden gehouden, besloten ze weer te gaan varen. Uiteindelijk verliep het WK veel beter dan verwacht: Rossen en zijn teamgenoten werden wereldkampioen in de Sonarklasse. 
Na het WK in eigen land ging het idee om kwalificatie voor de Paralympische Zomerspelen 2012 in Londen af te dwingen steeds meer spelen. Tijdens de Sail for Gold wedstrijd in Weymouth begin juni 2011 nomineerde het Sonarteam zich voor de Spelen. In februari 2012 tijdens het WK zeilen in Port Charlotte in Florida wisten ze de nominatie om te zetten in een kwalificatie. Op de Spelen bekroonde het trio hun werk met de gouden medaille.

## Beste uitslagen

### Paralympische Spelen
| Evenement   | Resultaat | Boot  |
| ----------- | --------- | ----- |
| Londen 2012 | goud      | Sonar |
| Athene 2004 | zilver    | Sonar |

### Wereldkampioenschappen
| Evenement      | Resultaat | Boot  |
| -------------- | --------- | ----- |
| Medemblik 2010 | goud      | Sonar |